# 瓜尔迪亚格雷莱
瓜尔迪亚格雷莱是意大利阿布鲁佐大区基耶蒂省的一个镇。它坐落在马耶拉山山脚下，平均海拔大约576米。人口约为10,000人。从小镇可以看到马耶拉山的全景，因此诗人加布里埃尔·邓南遮德将瓜尔迪亚格雷莱昵称为“阿布鲁佐的露台”（Guardiagrele 'la terrazza 'Abruzzo）。
瓜尔迪亚格雷莱是马耶拉国家公园的所在地。

## 主要景点1

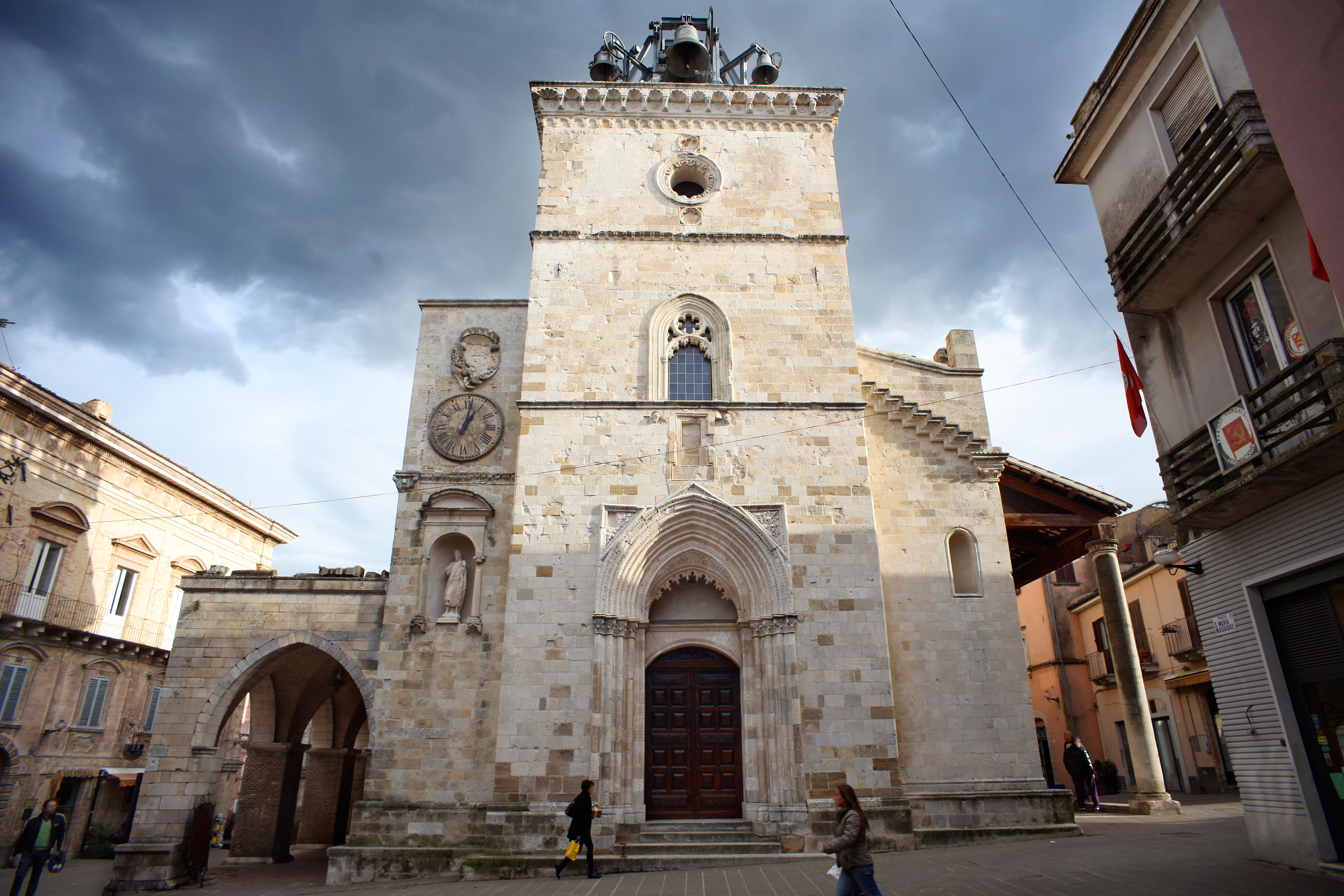
圣玛丽亚教堂西侧面

瓜尔迪亚格雷莱最大的教堂是圣玛丽亚教堂。其外墙呈现出辉煌的14世纪的哥特式大门，是阿布鲁佐最优雅的哥特式风格建筑之一。
除了圣玛丽亚教堂，还有一些其他不同时期的教堂和建筑也有很高的建筑价值。